# 河南中医药大学
河南中医药大学创建于1958年，是中国建校较早的高等中医药院校之一，前身是1955年在开封创办的河南省中医进修学校。学校位于河南省省会郑州，现有4个校区，分别为龙子湖校区、东明路校区、人民路校区、东风路校区，占地面积1594.94亩。是河南省人民政府和国家中医药管理局共建高校、国家中西部高等教育振兴计划高校、教育部中国政府奖学金生培养高校、博士学位授权单位、省级文明单位，是河南省中医药人才培养、科技创新、医疗及社会服务和文化传承的龙头和中心。2016年3月1日，教育部正式发文，将其更名为河南中医药大学。

## 概况
以下内容均依据2018年10月官网显示。
学校现有科技部国际科技合作基地、国家中医临床研究基地、国家科普教育基地、河南省高校人文社会科学重点研究基地、河南省非物质文化遗产研究基地、博士后科研流动站、3个河南省高校重点实验室培育基地等大型研究平台，拥有3个国家中医药管理局重点研究室，6个国家中医药管理局三级实验室，1个河南省协同创新中心，2个河南省重点实验室，3个河南省工程技术中心，1个河南省工程实验室，1个河南省科普教育基地，1个河南省众创空间，3个河南省高校工程技术研究中心，3个河南省高校重点学科开放实验室，3个郑州市重点实验室。学校建设有6大公共科研平台，75个校级研究所（中心）和13个校级研究室。学校有分析测试中心、药效毒理实验中心、中医药分子生物实验中心、病理实验中心、动物实验中心、医学免疫学重点实验室等6大公共科研平台及中医内科重点学科开放实验室。
学校现有中医学、中药学两个博士学位授权一级学科，涵盖14个二级学科；有中医学、中药学、中西医结合、药学、基础医学、临床医学、马克思主义理论等7个硕士学位授权一级学科，涵盖57个二级学科（含4个自主设置目录外二级学科）；有中医、中药学、护理、翻译、工程（制药工程）等5个硕士专业学位类别。
现有教职工1462人，专任教师1019人。硕士生导师441人，其中博士生导师66人。有国医大师4人，国家万人计划百千万工程领军人才1人，百千万人才工程国家级入选3人，省特聘教授6人，“双聘院士”1人，聘请了44位国内外著名学者为我校终身教授、首席教授、兼职教授及客座教授；享受国务院政府特殊津贴专家36人、享受河南省政府特殊津贴专家4人，中原学者2人，省优秀专家33人，河南中医事业终身成就奖获得者20人，省名中医31人，省杰出专业技术人才1人，河南省高等学校教学名师8人，全国老中医药专家学术经验继承工作指导教师57人，河南省学术技术带头人和河南省跨世纪学术技术带头人27人、厅级学术技术带头人70人、全国中药特色技术传承人才培养对象15人、省高校青年骨干教师资助对象87人、教育部新世纪优秀人才支持计划等项目获得者104人。先后有20多人次获全国“模范教师”、“优秀教师”、“师德建设先进个人”等殊荣；140余人次被评为省“优秀教师”、“师德建设先进个人”、“劳动模范”和“教育教学先进工作者”。
现设有中医学、针灸推拿学、中西医临床医学、预防医学、护理学、康复治疗学、医学检验技术、医学影像技术、应用心理学、中药学、药学、中药资源与开发、药物制剂、中药制药、制药工程、生物工程、计算机科学与技术、市场营销、公共事业管理、信息管理与信息系统、文化产业管理、英语、汉语国际教育、软件工程等24个本科专业和1个应用心理学第二学位专业。现有国家中医药管理局中医药重点学科24个；河南省优势特色学科1个，河南省重点学科一级学科8个、二级学科2个。有4个国家级高等学校特色专业建设点、2个国家级“专业综合改革试点”项目、7个省高等学校特色专业建设点、1个国家级高等学校实验教学示范中心、1个国家级大学生校外实践教育基地、2个国家级卓越医生（中医）教育培养计划改革试点。

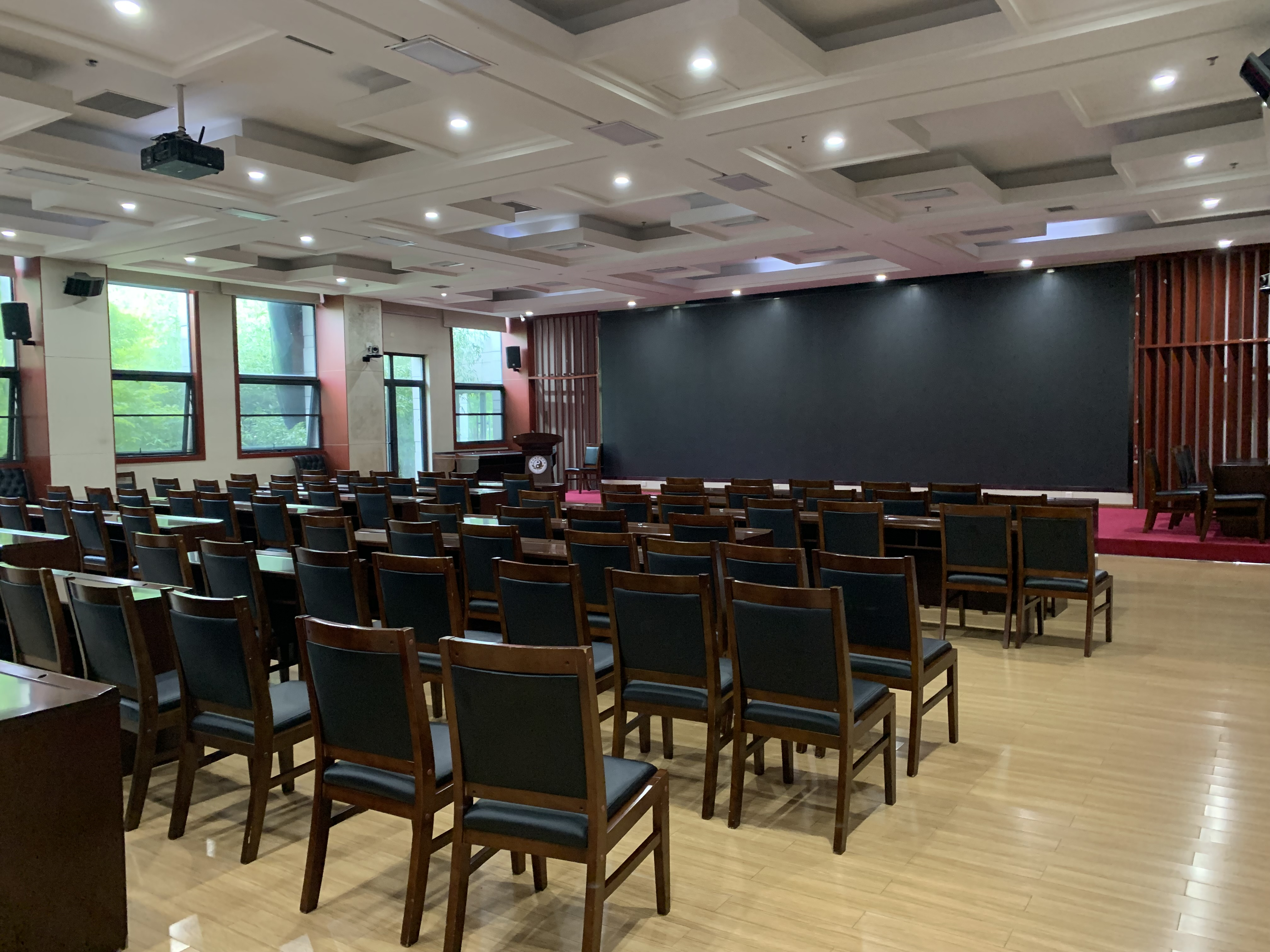
大学内的演讲厅

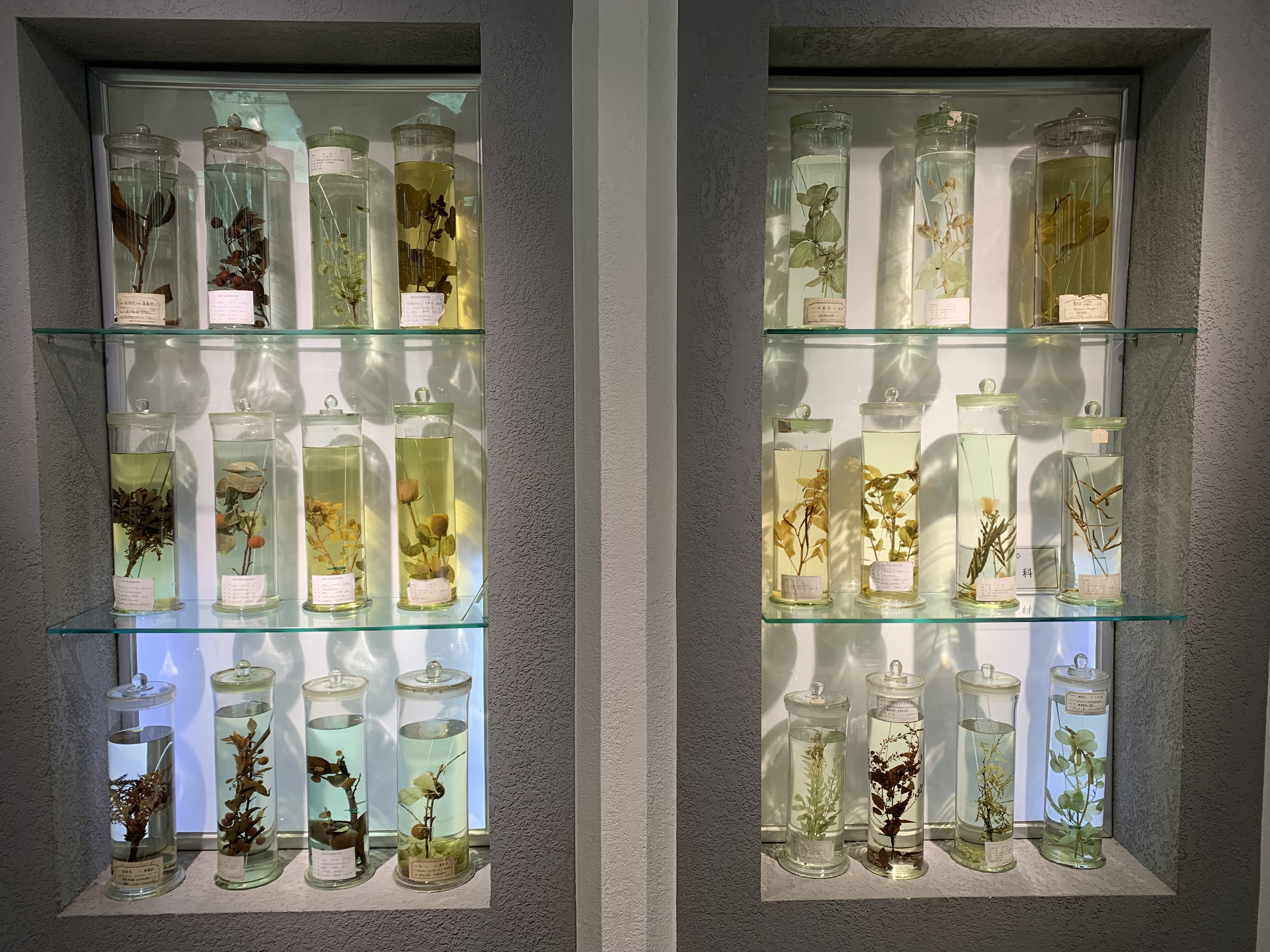
河南中医药大学标本室

现设有基础医学院、药学院、第一临床医学院、第二临床医学院、骨伤学院、第三临床医学院、针灸推拿学院、护理学院、康复医学院、人文学院、外语学院、信息技术学院、软件职业技术学院、国际教育学院、继续教育学院、思想政治理论教研部、体育教研部、职业技能培训鉴定中心等18个院（部、中心）。学校面向全国31个省、市、自治区及港澳台、海外招生，现有普通全日制在校生19000余人，其中研究生1500余人，留学生50人。

## 院系设置
- 基础医学院
- 药学院
- 第一临床医学院
- 第二临床医学院
- 骨伤学院
- 第三临床医学院
- 针灸推拿学院
- 护理学院
- 康复医学院
- 人文学院
- 外语学院
- 信息技术学院
- 软件职业技术学院
- 国际教育学院
- 继续教育学院

## 附属医院
- 河南中医药大学第一附属医院
- 河南中医药大学第二附属医院（河南省中医院）
- 河南中医药大学第三附属医院
- 郑州市中医院

## 外部连结
- 河南中医药大学中文网